# Jovanotti
Lorenzo Cherubini (n. 27 septembrie 1966, Roma, Italia), cunoscut ca Jovanotti, este un cantautor italian.